# تشارلز لينش
تشارلز لينش وهو سياسي أمريكي ينتمي إلى الحزب الديمقراطي ولد تشارلز لينش في سنة 1783 كان لينش حاكما على ولاية مسيسيبي الأمريكية ما بين عامي 1836 إلى عام 1838 توفي تشارلز لينش في نوفمبر من سنة 1853.